# Hostinec Na Slamníku
Hostinec Na Slamníku je bývalá viniční a hospodářská usedlost a výletní hostinec v Praze 6-Bubenči, který stojí na rohu ulic Gotthardská a Wolkerova. Je chráněn jako nemovitá kulturní památka České republiky.

## Historie
Již ve středověku zde fungoval hostinec s názvem „Dolejší krčma“. Kolem roku 1620 jej držel bubenečský oborník Jan Trnovský; za jeho vlastnictví k němu patřila sousední kovárna, stodola, 7 strychů polí a také Klaudovská zahrada obehnaná zdí. Písemně doložen je také v polovině 17. století, kdy byl v majetku královského oborníka Václava Šány (1624–1668); po skončení třicetileté války je však uváděn jako pustý. V poslední čtvrtině 17. století jej vlastnil Jan Petr rytíř Hubryk z Hennersdorfu, který jej obnovil; v té době k němu náleželo 10 strychů polí a 2 strychy vinice.
Roku 1741 koupil hospodu František Antonín Mahler a s ní i 7 strychů pole, Klaudovskou zahradu a pustou kovárnu. O rok později vše vyplenilo francouzské vojsko při válce o rakouské dědictví. Pobořenou krčmu Mahler prodal Šebertiánu Erhartovi z Malé Strany, který ji skromě obnovil; měla jen světnici a komoru.
Od roku 1766 patřila hospoda Tomáši Baurovi a jeho dědicům. Na polích pěstovali již jen pro vlastní potřebu a další majitel, od roku 1816 Antonín Kratochvíl, sjednal do šenku nájemce. Po vyhoštění nájemce z Bubenče pro hlučné zábavy šenkoval v krčmě syn František Kratochvíl. Od roku 1870 hospodu s přilehlým hospodářstvím vedl hospodář Václav Bambásek (*1825) s manželkou Terezií. Za jeho vlastnictví v 80. letech 19. století areál prošel přestavbou. V soukromém vlastnictví zůstal do roku 1956.

### Název
Jako příměstský podnik měl hostinec zvláštní postavení; byl navštěvován při poutích, korunovacích a dalších slavnostech. Své jméno získal po velikonoční slavnosti pražských krejčí, zvané „Slamník“ nebo „Štrozok“.. Krejčí střihli z pevného plátna na slamník, tovaryši s učedníky jej ušili a ozdobili pestrobarevnými mašlemi, a také na něj vyšili postavy panny a mládence. Slamník byl poté pověšen na břízu, později nošen od Bruské brány do Podbaby, kde byla májka se slamníkem zaražena do země a kolem ní se tancovalo.

### Popis
Přízemní budova na nepravidelném půdorysu seskládaného z obdélníků má sedlovou střechu, jejíž jednotlivá křídla jsou završena štíty.

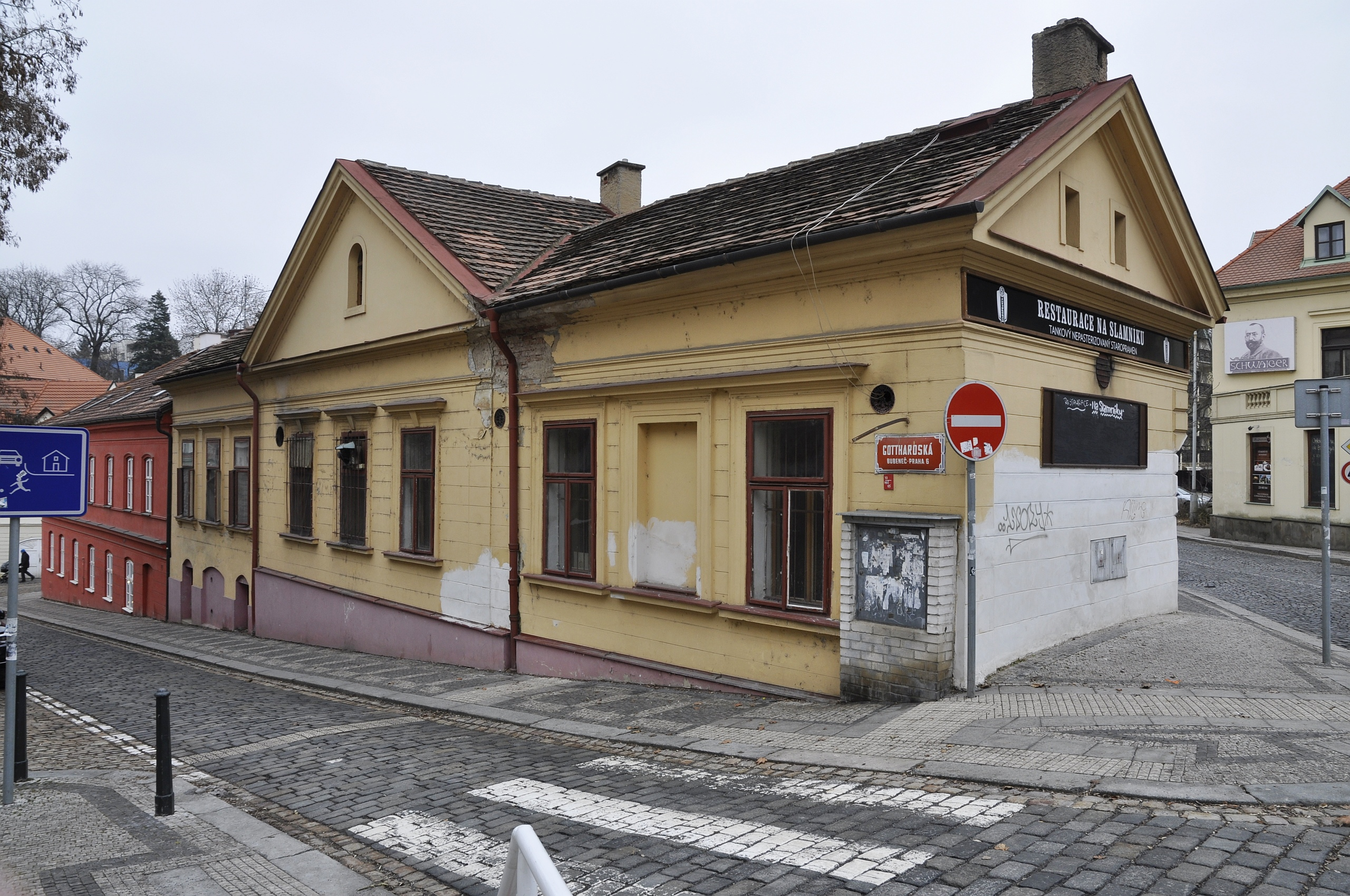
Severní průčelí hospody Na Slamníku v roce 2017.

Jednu z fasád člení velká obdélná okna s nadokenní římsou a s klenákem s nárožní bosáží. Nad nízko umístěnou korunní římsou je hladký pás vlysu. Druhá fasáda má okna šestitabulková, s půlkruhovým dvojtabulkovým nadsvětlíkem.
Okna mají profilovanou šambránu s klenákem, který nese nadokenní římsu. Nad vstupem je malý dřevěný portikus s trojúhelným tympanonem. Stěny jsou tvořeny mřížemi z latí. Dochovalo se také několik dekorativních kruhových mřížek - terčů, kryjících větrací otvory.